# Operazione Bodyguard
L'operazione Bodyguard ("guardia del corpo") fu il nome in codice della più estesa operazione di inganno militare della seconda guerra mondiale, realizzata dagli Alleati in preparazione all'operazione Overlord. Lo scopo di Bodyguard era impedire che i tedeschi scoprissero l'esatto luogo e data dell'apertura del "secondo fronte", tramite una serie di operazioni subalterne a Bodyguard stessa, in cui anche Overlord ebbe un ruolo.
La pianificazione di Bodyguard cominciò nel 1943 per mano di un dipartimento segreto il cui scopo era confondere i tedeschi sui piani alleati: il London Controlling Section (LCS). Il progetto strategico, chiamato Piano Jael, venne presentato all'Alto Comando alleato alla Conferenza di Teheran e approvato il 6 dicembre. L'obiettivo principale era convincere i tedeschi che l'invasione dell'Europa nordoccidentale sarebbe avvenuta più tardi di quando fosse programmato nella realtà, lasciando loro il dubbio sul luogo dello sbarco: se presso il Passo di Calais, nei Balcani, nella Francia meridionale o in Norvegia e dell'eventualità di un attacco sovietico in Bulgaria e nella Norvegia settentrionale.
L'operazione fu un successo. Gli Alleati riuscirono a portare a termine la loro missione, trattenendo le migliori truppe tedesche della Francia occupata lontane dalle spiagge dello sbarco, anche grazie alla decriptazione dei codici militari del Reich, da parte dei britannici, e dalla compromissione di tutte le spie nel Regno Unito.

## Antefatti

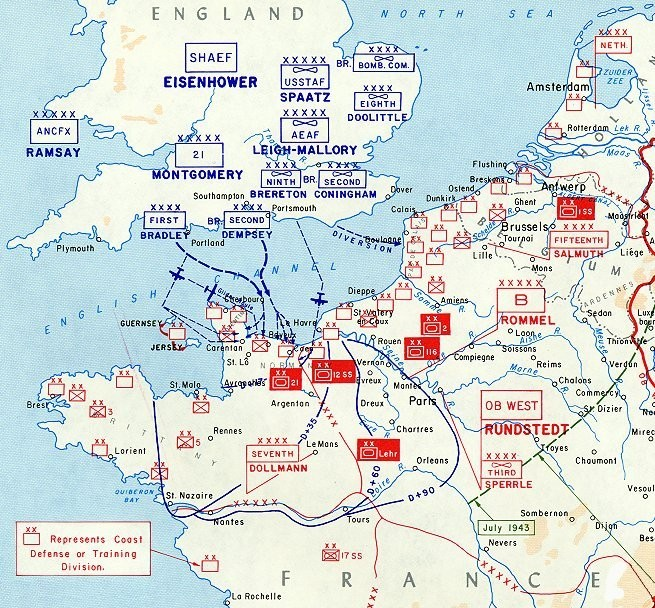
Dispiegamento delle truppe tedesche in Francia nel giugno 1944

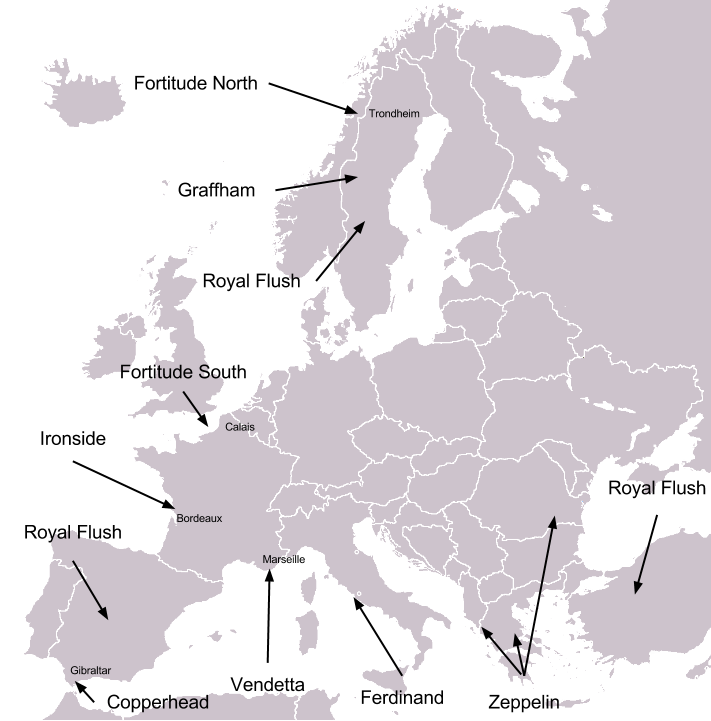
Mappa con indicati gli obiettivi dei piani subordinati a Bodyguard

Già prima di Bodyguard, gli Alleati avevano fatto uso dell'inganno, sviluppando molte nuove tecniche e teorie. I principali operatori all'epoca erano la Forza A, organizzata nel 1940 da Dudley Clarke, e il London Controlling Section, istituito nel 1942 sotto il controllo di John Bevan.
In questa fase della guerra, le operazioni d'intelligence tedesche e Alleate erano differenti. Grazie al lavoro a Bletchley Park, molte delle comunicazioni tedesche furono compromesse e Ultra diede agli Alleati un'idea di quanto i loro sotterfugi stessero funzionando. Inoltre la maggior parte delle spie tedesche inviate in Gran Bretagna erano state arrestate o trasformate in doppiogiochisti. L'intelligence tedesca riponeva una fiducia tale verso alcune di queste che nel 1944 smise di inviare agenti in Inghilterra.
Nel 1943 Hitler ordinò di difendere l'intera costa occidentale dell'Europa, senza aver chiaro dove potesse avvenire l'inevitabile invasione alleata. La sua tattica era difendere l'intera linea costiera e organizzare le unità in modo da rispondere rapidamente all'invasione. In Francia i tedeschi dispiegarono due gruppi d'armata: all'Heeresgruppe B furono affidati il Passo di Calais e la Normandia, rispettivamente alla 5ª e alla 7ª Armata.

### Operazione Cockade
Nel 1943, dopo aver deciso che Overlord sarebbe stata attuata l'anno successivo, gli Alleati condussero una serie di operazioni d'inganno con l'intento di convincere i tedeschi di un'imminente invasione in Norvegia e in un'altra zona della Francia. L'operazione Cockade ("Coccarda") era il nome dato in codice generico ad una serie di operazioni minori. Oltre a confondere le idee, l'operazione doveva spingere i tedeschi in una battaglia aerea sopra la Manica, attirandoli con una falsa invasione, ma i tedeschi non caddero nel tranello e questo scontro nei cieli non si verificò mai.

## Il piano Jael
La pianificazione di Bodyguard iniziò prima che Cockade fosse operativa e tenne conto che la Normandia sarebbe stata l'obiettivo reale dell'invasione. Le unità responsabili dell'inganno, la Forza A, l'Ops (B) del COSSAC (Chief Of Staff to the Supreme Commander Allied Forces, ossia Capo dello staff del Comandante Supremo delle Forze Alleate) e il London Controlling Section cominciarono subito a lavorare sull'effetto sorpresa che Overlord avrebbe dovuto avere. Produssero un documento, il "First Thoughts" ("Primi Pensieri"), il 14 luglio 1943, sottolineando molti dei concetti che poi caratterizzarono Bodyguard. Tuttavia, quando Cockade si concluse, molti dei comandanti alleati erano scettici riguardo al successo delle successive operazioni d'inganno.
In agosto il colonnello John Bevan, capo del London Controlling Section, presentò la bozza di un piano: nome in codice Jael (Giaele), in riferimento all'Antico Testamento dove Giaele uccide un comandante nemico con l'inganno; il piano prevedeva di far credere ai tedeschi che gli Alleati avessero rinviato l'invasione di un anno, concentrandosi invece sui Balcani e sui bombardamenti sulla Germania. L'idea non convinse tutti i comandanti e ad ottobre la decisione venne posticipata a dopo la Conferenza di Teheran, che si sarebbe tenuta un mese dopo.
Tra novembre e dicembre del 1943, i leader alleati si incontrarono due volte, al Cairo e poi a Teheran, per decidere quale strategia avrebbero attuato negli anni di conflitto che ancora attendevano le loro nazioni. Bevan quindi ricevette i suoi ordini il 6 dicembre e, messo al corrente dei dettagli di Overlord, si mise subito al lavoro per completare la sua bozza. La strategia d'inganno, che venne chiamata Bodyguard, venne approvata il giorno di Natale del 1943. Il nome "Bodyguard" venne scelto dopo un commento di Churchill a Stalin alla Conferenza: "In tempo di guerra, la verità è così preziosa che dovrebbe sempre essere accompagnata da delle bugie come guardie del corpo."

## Obiettivi e pianificazione

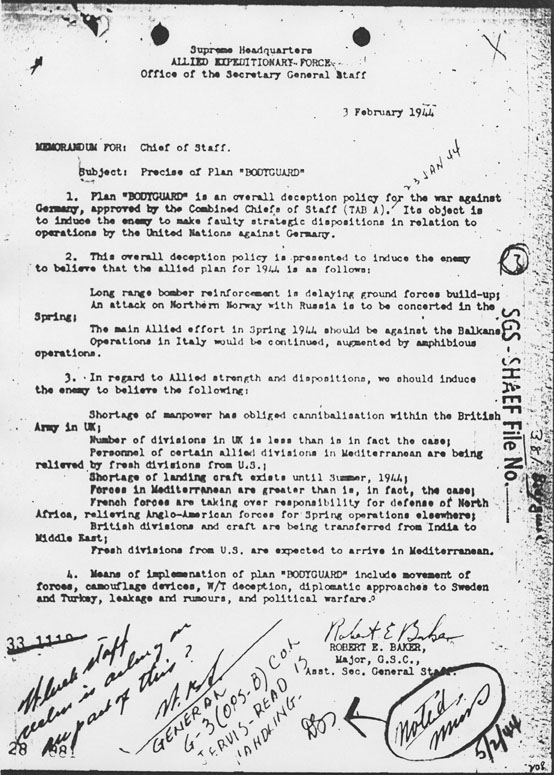
Memorandum su Bodyguard preparato per Eisenhower nel febbraio 1944

L'obiettivo di Bodygard era sostanzialmente ingannare il nemico sulla data, sul numero di forze e sulla direttrice d'invasione in Francia. Per fare ciò, si convinse i tedeschi che il Passo di Calais era l'obiettivo principale dell'invasione, mascherando così il giorno e l'ora del vero assalto e obbligando i tedeschi a tenere le truppe corazzate presso Calais e altre parti d'Europa, dove rimasero per almeno quattordici giorni dopo gli sbarchi in Normandia.
Durante l'operazione fu organizzato un dettagliato scenario da far pervenire "per errore" ai tedeschi. Questo includeva la falsa convinzione che gli Alleati pensassero ai bombardamenti aerei come metodo efficiente per vincere la guerra, senza l'uso di truppe di terra, e che il 1944 sarebbe stato l'anno delle "grandi flotte di bombardieri". Specificava inoltre l'esistenza della pianificazione di una serie di invasioni in Norvegia, in Francia e nel Mediterraneo. Nel gennaio del 1944, si cominciò a realizzare i dettagli di Bodyguard con una serie di sotto-operazioni relative ad ognuna delle false invasioni.
Il compito ricadde sui due principali dipartimenti: la Forza A di Dudley Clarke si sarebbe occupata ancora una volta del Mediterraneo mentre del resto d'Europa si sarebbe occupato LCS. Prima che Eisenhower venisse designato come Comandante Supremo, tutta la pianificazione di Overlord ricadeva sul COSSAC, ovvero sul generale Frederick E. Morgan. Sotto il suo comando, però, il dipartimento addetto all'inganno, l'Ops (B), aveva ricevuto scarse risorse, lasciando la maggior parte del lavoro al London Controlling Section. Con Eisenhower, le capacità dell'Ops (B) vennero estese e fu dato il comando a Noel Wild, vice di Dudley nella Forza A. Con queste nuove risorse, il dipartimento fu in grado di occuparsi di entrambe le parti più complesse di Bodyguard: le operazioni Fortitude Nord e Fortitude Sud.

## Operazione Fortitude

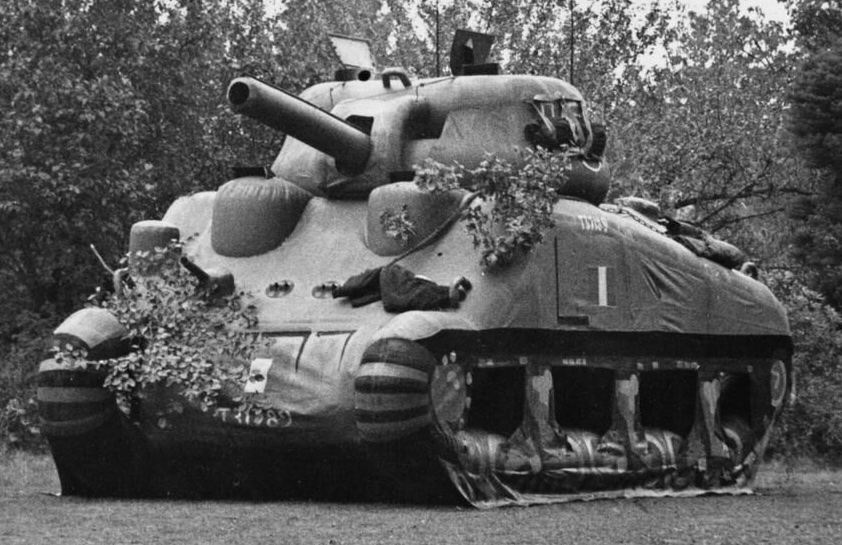
Carro armato gonfiabile usato durante l'operazione Fortitude

Insegna del 1º Gruppo d'Armata statunitense, formazione militare fittizia dell'operazione Fortitude

L'Operazione Fortitude aveva lo scopo di convincere i tedeschi dell'esistenza di un'enorme unità militare che sarebbe stata impiegata per invadere la Norvegia e il Passo di Calais. Fortitude operò in modo simile a Cockade, cioè con armate fittizie, false operazioni di preparazione ad un'invasione terrestre e finte perdite d'informazione riguardo alle unità coinvolte e ai piani di battaglia.
Il lavoro di Fortitude Nord riguardava l'inesistente 4ª Armata britannica, con base a Edimburgo. Già argomento di Cockade, l'armata avrebbe dovuto invadere la Norvegia. L'esistenza dell'armata fu passata ai tedeschi tramite spie doppiogiochiste e con l'Operazione Skye, un completo, ma falso, traffico radio.
I negoziati politici con la neutrale Svezia, nome in codice Operazione Graffham, per ottenere concessioni utili ad un'eventuale invasione della Norvegia, vennero usati per dare credibilità all'inganno. La Svezia manteneva ancora accordi economici con la Germania e si sperava quindi che la pressione politica ed economica sarebbe stata intercettata dai filtri della rete di spionaggio tedesca.
Fortitude Sud si occupò d'inganni simili nel sud dell'Inghilterra, "minacciando" un'invasione al Passo di Calais da parte del 1º Gruppo d'Armate statunitense. La Francia era il fulcro del piano di Bodyguard; essendo la scelta più logica per un'invasione, l'Alto Comando alleato doveva confondere i tedeschi in un'area molto ristretta. Il Passo di Calais offriva diversi vantaggi, infatti era il punto più vicino del continente al Regno Unito e contemporaneamente alla Germania. Conscio di ciò, il comando tedesco e in particolare il generale Erwin Rommel fecero fortificare pesantemente quell'area convincendo così gli Alleati a sfruttare questa loro convinzione.
Bernard Montgomery, comandante delle vere forze da sbarco alleate, sapeva che l'aspetto cruciale di ogni invasione era l'abilità di trasformare una testa di ponte in un fronte di guerra esteso. Egli aveva però poche divisioni al suo comando, solo trentasette contro le sessanta tedesche presenti nella regione. L'obiettivo principale di Fortitude Sud era quello di dare l'impressione ai tedeschi che le trentasette divisioni fossero invece una forza d'invasione molto più numerosa, stanziata nel sud-est dell'Inghilterra, e che le forze alleate in Normandia, una volta sbarcate, fossero solo un diversivo per poter attaccare la Calais rimasta indifesa.

### Operazione Graffham
L'operazione Graffham fu l'inganno politico rivolto contro la Svezia, come complemento a Fortitude Nord. L'obiettivo era convincere l'intelligence tedesca che gli Alleati stavano attivamente stabilendo legami politici con la Svezia, in preparazione ad un'imminente invasione della Norvegia. Tutto ciò richiedeva diversi incontri tra ufficiali britannici e svedesi e l'uso di agenti doppiogiochisti. Durante la guerra, la Svezia mantenne la neutralità ma i britannici speravano che se gli svedesi avessero creduto ad un'imminente invasione della Norvegia, la notizia sarebbe giunta alle orecchie dei tedeschi.
La pianificazione cominciò nel febbraio 1944. Bevan era conscio che Fortitude Nord non era sufficiente a minacciare la Norvegia e quindi propose Graffham come misura ulteriore. Contrariamente ad altri aspetti di Bodyguard, l'operazione venne pianificata ed eseguita dai britannici, senza coinvolgimento americano. Graffham era prevista come estensione alla già presente pressione sugli svedesi per mettere fine alla loro neutralità, per esempio chiedendo la fine dell'esportazione in Germania di cuscinetti a sfera, importanti per i componenti militari tedeschi. Incrementando la pressione diplomatica con false richieste, Bevan sperava di convincere i tedeschi che gli svedesi si stessero preparando ad aggiungersi alle file degli Alleati.
L'impatto di Graffham fu minimo. Il governo svedese accettò poche delle richieste fatte durante i meeting e pochi comandanti svedesi si convinsero che gli Alleati avrebbero invaso la Norvegia. Oltretutto, l'influenza di Graffham e Fortitude Nord sulla strategia tedesca in Scandinavia è ancora argomento di discussione tra gli storici.

## Operazione Ironside
L'intercettazione delle comunicazioni nel gennaio 1944 indicava che l'Alto Comando tedesco temeva un'eventuale sbarco vicino a Bordeaux, nel golfo di Biscaglia, e a causa di ciò nei mesi successivi ordinò delle esercitazioni anti-invasione nella regione. Per alimentare questo timore, gli Alleati diedero il via all'operazione Ironside. Ironside doveva convincere i tedeschi che due divisioni sarebbero salpate dal Regno Unito e sbarcate presso l'estuario della Garonna dieci giorni dopo il D-Day. Stabilita la testa di ponte, altre sei divisioni sarebbero giunte direttamente dagli Stati Uniti. La forza d'invasione avrebbe poi catturato Bordeaux prima di unirsi con le forze dell'operazione Vendetta, un'altra finta operazione, il cui obiettivo era il sud della Francia.
Ironside fu realizzata interamente tramite gli agenti doppiogiochisti Tate, Bronx e Garbo. Il sistema britannico che gestiva i doppiogiochisti prestò molta attenzione alla plausibilità della storia, perciò divulgò agli agenti solo informazioni frammentarie. I messaggi quindi contenevano degli elementi di incertezza. Questo, assieme alla scarsa plausibilità di un'invasione presso Bordeaux, spinse i tedeschi a prestare poca attenzione a queste voci, credendole un probabile inganno. Nonostante ciò, continuarono a chiedere ai loro agenti informazioni relative agli sbarchi fino ai primi di giugno e il giorno seguente l'invasione alleata le truppe presso Bordeaux rimasero in stato di allerta.

## Operazione Zeppelin
L'operazione Zeppelin (da non confondere con l'omonima operazione tedesca per assassinare Stalin) fu l'equivalente mediterranea di Fortitude con lo scopo di convincere i tedeschi di un possibile sbarco nei Balcani, in particolare nell'Egeo (a Creta e nel Peloponneso) e nell'Adriatico (in Istria o in Dalmazia settentrionale). La Forza A impiegò tattiche simili a quelle già usate simulando l'esistenza della 9ª, della 10ª e della 12ª Armata in Egitto attraverso il traffico radio e le finte esercitazioni. I tedeschi credettero all'esistenza di queste unità, anche se in realtà all'epoca in Egitto c'erano solo semplicemente tre divisioni.

## Sbarco in Normandia e operazione Titanic

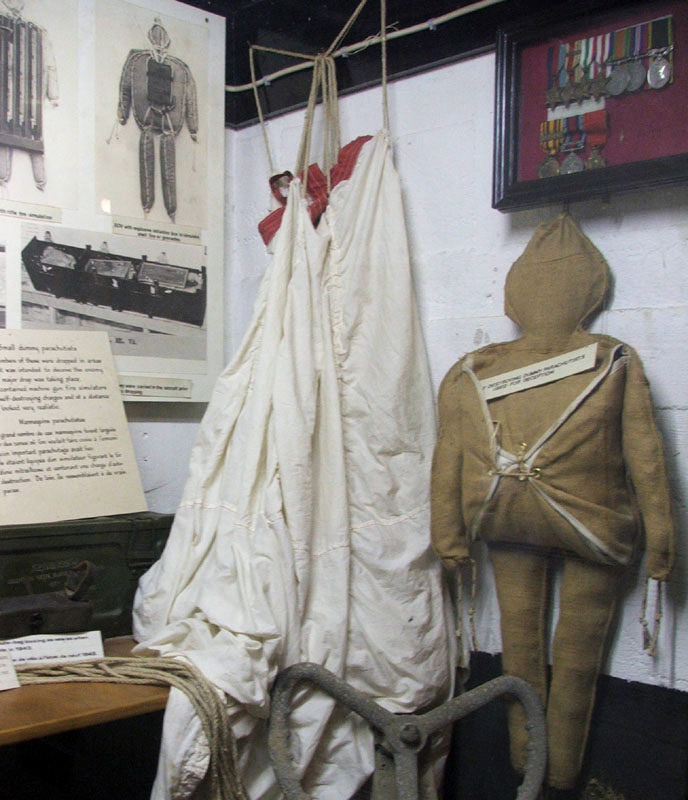
Un paracadutista fantoccio come quelli usati nell'operazione Titanic

Una parte dell'operazione Bodyguard venne svolta proprio il 6 giugno 1944, durante lo sbarco vero e proprio, come supporto all'operazione Nettuno, la parte degli sbarchi anfibi di Overlord. Nel Canale della Manica furono svolte delle elaborate operazioni d'inganno, Glimmer, Taxable e Big Drum. Piccole navi e aerei simularono una flotta d'invasione di fronte al Passo di Calais, al Capo d'Antifer e sul fronte occidentale della vera area di sbarco. Nel contempo, l'operazione Titanic coinvolse la RAF, la quale lanciò paracadutisti fantoccio a est e a ovest della Normandia.
Joan Pujol García, l'agente doppiogiochista Garbo, che godeva di un'alta considerazione presso i tedeschi, trasmise a questi dei dettagli del piano d'invasione alleato con un'ulteriore informazione, cioè che l'invasione in Normandia era solo un diversivo. L'informazione fu trasmessa dai britannici a Garbo nel tentativo di accrescerne la credibilità e in un periodo troppo vicino allo sbarco, in modo che i tedeschi non avrebbero avuto il tempo di fortificare la Normandia.

## Metodologie d'inganno
Gli inganni apportati da Bodyguard furono realizzati in svariati modi, inclusi agenti doppiogiochisti, finto traffico radio e inganni visivi. Completata ogni fase di pianificazione, diverse unità operative avevano il compito di realizzare sul campo i vari sotterfugi. In alcuni casi, queste unità erano formazioni specializzate, come la "Forza R", ma solitamente erano unità regolari.

### Strumenti speciali

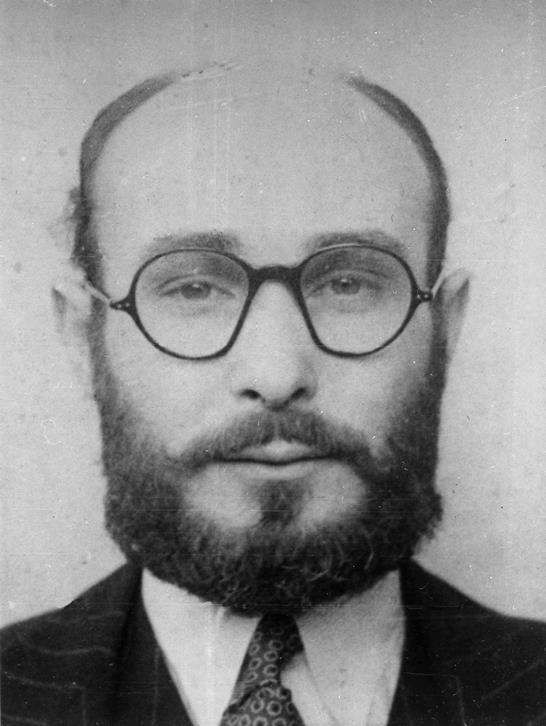
Joan Pujol Garcia, l'agente Garbo

Una buona parte delle operazioni subalterne a Bodyguard furono svolte dagli agenti segreti doppiogiochisti. Il sistema britannico di controspionaggio ottenne ottimi risultati per tutto il periodo della guerra, inviando informazioni false agli agenti relative ai piani d'invasione alleati.
Una conferma dei successi giungeva da Ultra, la parte dell'intelligence alleata con il compito di decifrare i messaggi militari tedeschi, i quali credettero agli imbrogli di Bodyguard; inoltre con Ultra gli inglesi venivano a conoscenza anche dell'organizzazione delle truppe tedesche in risposta alle false informazioni fornite.

### Inganni visivi
L'uso di carri armati di gomma e altri mezzi militari fittizi si sviluppò durante la campagna del Nordafrica. Per Bodyguard, però, questa pratica fu usata meno poiché i tedeschi non avevano molte possibilità di sorvolare liberamente il Regno Unito. Tuttavia, furono realizzati alcuni finti mezzi da sbarco e posizionati in aree apposite per far credere ai tedeschi che si stesse preparando uno sbarco in massa.

## Conclusione
L'operazione Bodyguard fu un successo tattico che bloccò la 15ª Armata tedesca vicino a Calais per sette settimane, permettendo agli Alleati di consolidare la testa di ponte e infine di vincere la battaglia di Normandia. Nelle sue memorie, il generale Omar Bradley, definì Bodyguard "la più singola e grande beffa della guerra".
Nel suo libro del 2004, The Deceivers, Thaddeus Holt attribuì il successo di Fortitude all'esperienza ottenuta con Cockade, nel 1943: "Fortitude nel 1944 non avrebbe potuto essere eseguita così agevolmente se il London Controlling Section e i suoi collaboratori non avessero avuto l'esperienza di Cockade l'anno precedente."

## Elenco delle operazioni
Mentre a livello teorico Bodyguard si occupava della strategia generale d'inganno per agevolare l'invasione alleata, come parte dell'operazione Overlord, a livello pratico si suddivise in molte operazioni subalterne.
- Operazione Fortitude (Nord e Sud)
  - Operazione Quicksilver I-VI (a sud) e operazione Skye (a nord)
  - Operazione Ironside
  - Operazione Titanic (I-IV)
  - Operazioni di inganno navali: Taxable, Glimmer e Big Drum
  - Operazione Paradise (I-V)
- Operazione Zeppelin
- Operazione Royal Flush
- Operazione Vendetta
- Operazione Graffham